# 스포팅 핑걸 FC
스포팅 핑걸 FC(영어: Sporting Fingal FC)는 핑걸주를 연고로 하던 아일랜드의 축구 클럽이다. 이 클럽은 2007년에 설립되었으며 2011년에 해체되었다.

## 성적
- FAI컵 우승 1회 (2009)

## 역대 감독
| 감독        | 임기        |
| ----------- | ----------- |
| 리암 버클리 | 2008 ~ 2010 |